# Plastochinon

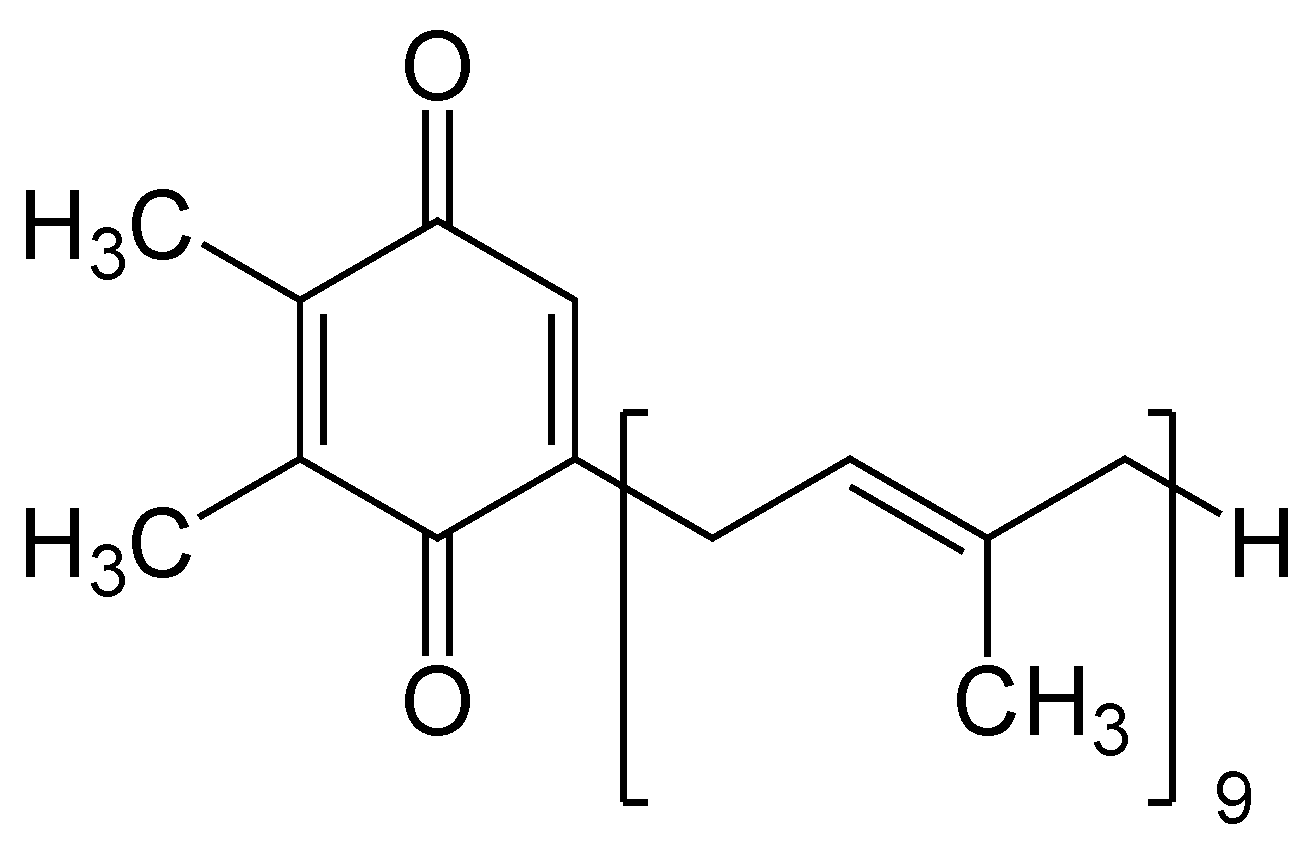
Plastochinon (oxidovaná forma)

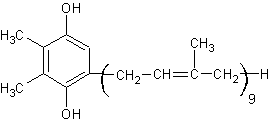
Plastochinol (redukovaná forma)

Plastochinon (zkratka PQ) je chinonová molekula, která se účastní řetězových reakcí při transportů elektronů světelné fáze fotosyntézy. Plastochinon se nachází v thylakoidní membráně chloroplastů. Plastochinon je redukován (přijme dva protony – H+) ze stromatu matrixu chloroplastu spolu se dvěma elektrony z fotosystému II a vznikne plastochinol. Tak dochází k transportu protonů do lumenu thylakoidů spolu s řetězovým transportem elektronů do cytochromu b6/f.